# Phyllodesma ilicifolia
Phyllodesma ilicifolia là một loài bướm đêm thuộc họ Lasiocampidae. Loài này có ở Áo, Belarus, Bỉ, Trung Quốc, Cộng hòa Séc, Đan Mạch, Estonia, Phần Lan, Pháp, Đức, Ý, Malta, Nhật Bản, Kazakhstan, Latvia, Litva, Mông Cổ, Na Uy, Ba Lan, România, Nga, Slovakia, Tây Ban Nha, Thụy Điển, Thụy Sĩ và Ukraina.

## Hình ảnh

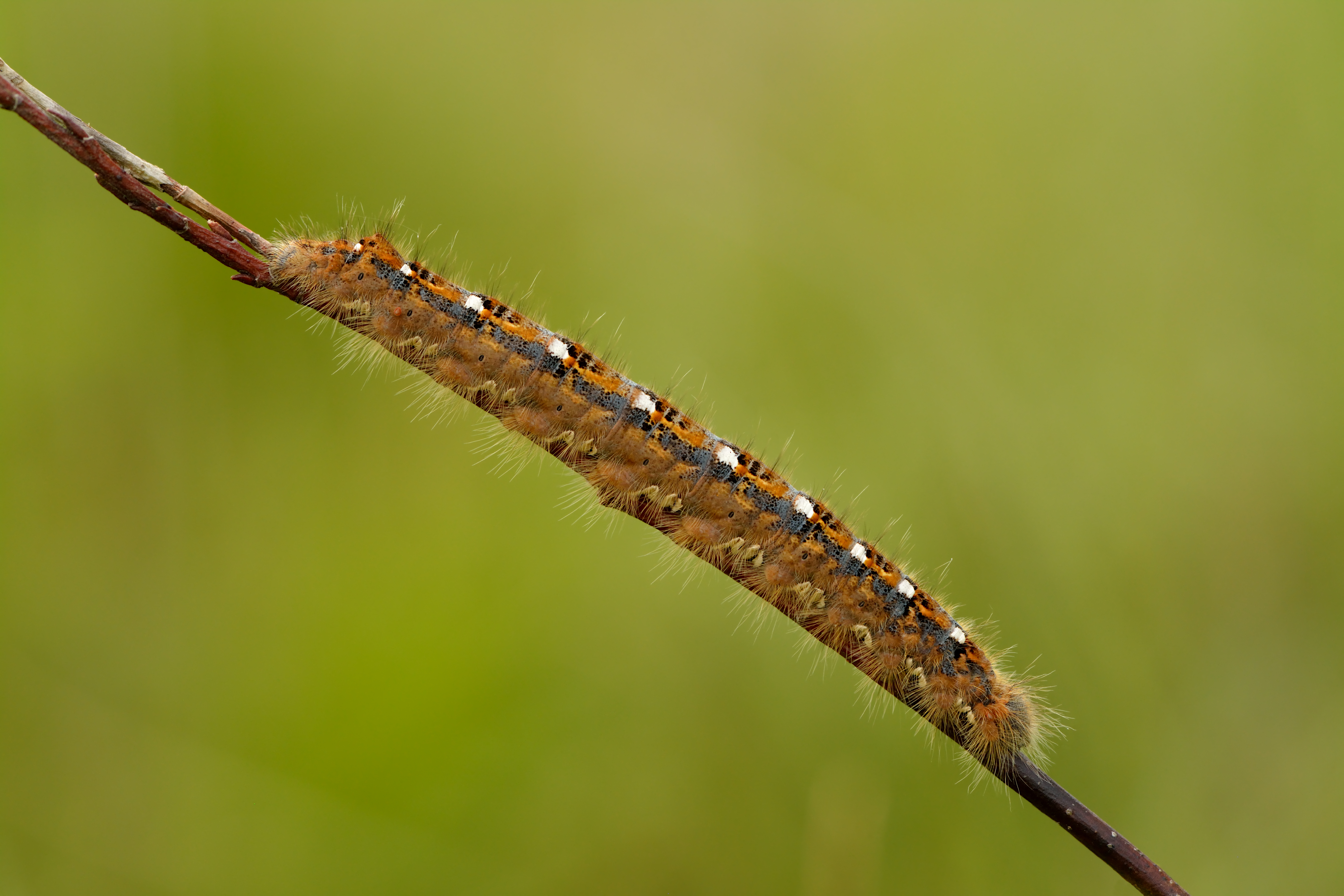
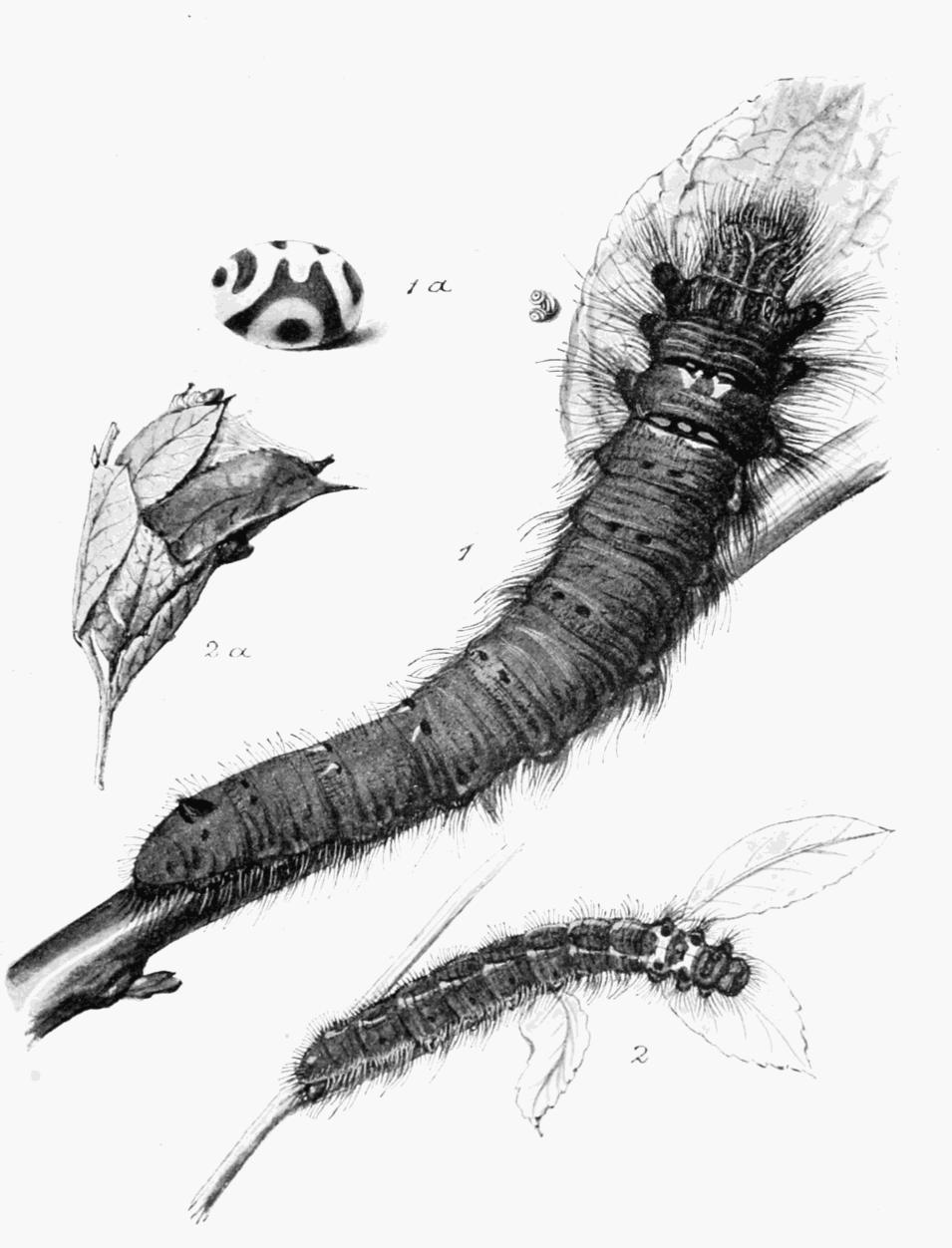
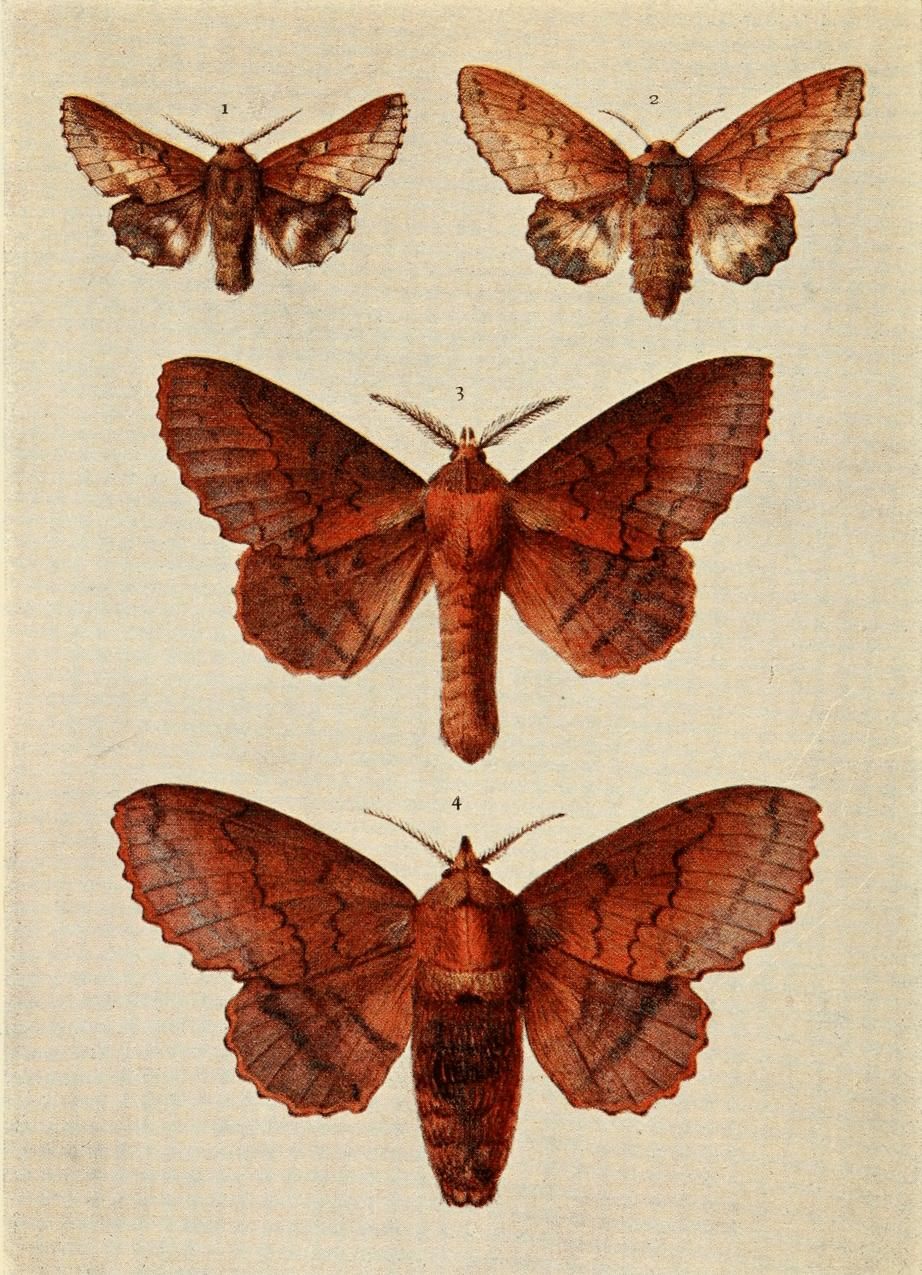
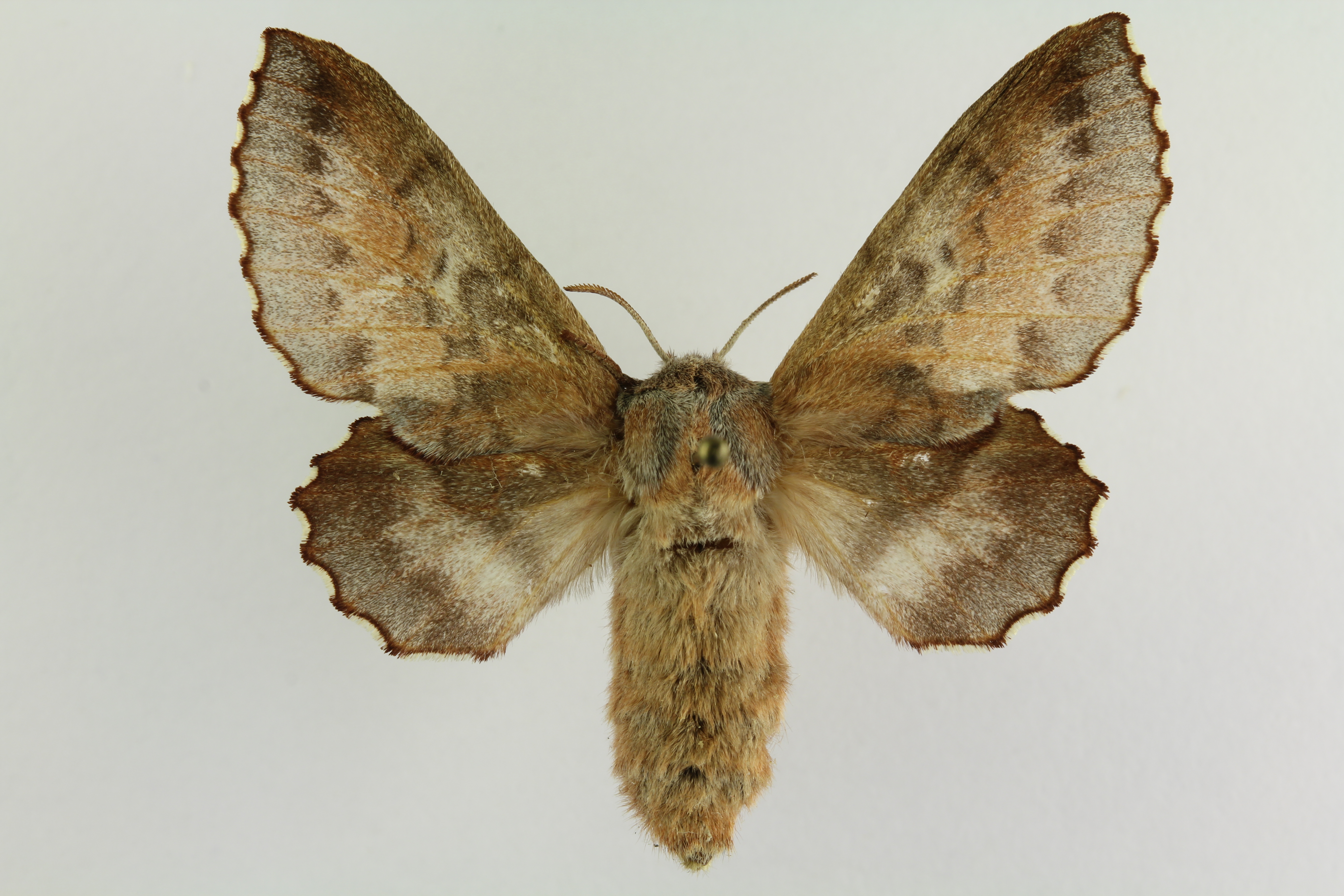